# نيتأب
نيت أب أو NetApp هي شركة متخصصة في أجهزة التخزين الشبكي وإدارة البيانات، ومقرها في سانيفيل بكاليفورنيا، وهي عضو في بورصة نازداك، وقد كانت تحتل المرتبة 500 في قائمة فورتشن في عام 2012.

## تاريخ الشركة
تأسست الشركة في عام 1992 من قبل ديفيد هيتز وجيمس لاو ومايكل مالكولم. وفي ذلك الوقت كانت الشركة المنافس الأول لأنظمة Auspex. وقد تلقت الشركة في عام 1994 تمويلاً من الإستثماري سيكويا كابيتال، وقد طرحت الشركة أسهمها للاكتتاب العام في عام 1995. وقد ازدهرت الشركة في السنوات التي تلي ذلك وخاصة في الفترة 1995 وحتى 2001، وقد نمت عائدات الشركة إلى أكثر من مليار دولار أمريكي في السنة، وبعد تخبط الشركة تراجعت العوائد السنوية إلى 800 مليون دولار، وذلك في عام 2002.
وفي عام 2006 باعت الشركة خط إنتاج NetCashe لشركة Blue Coat Systems، وفي عام 2009 حلّ توم جورجنس رئيساً تنفيذياً للشركة بدلاً من دان وارمنهوفن.